# گیاه گریخته

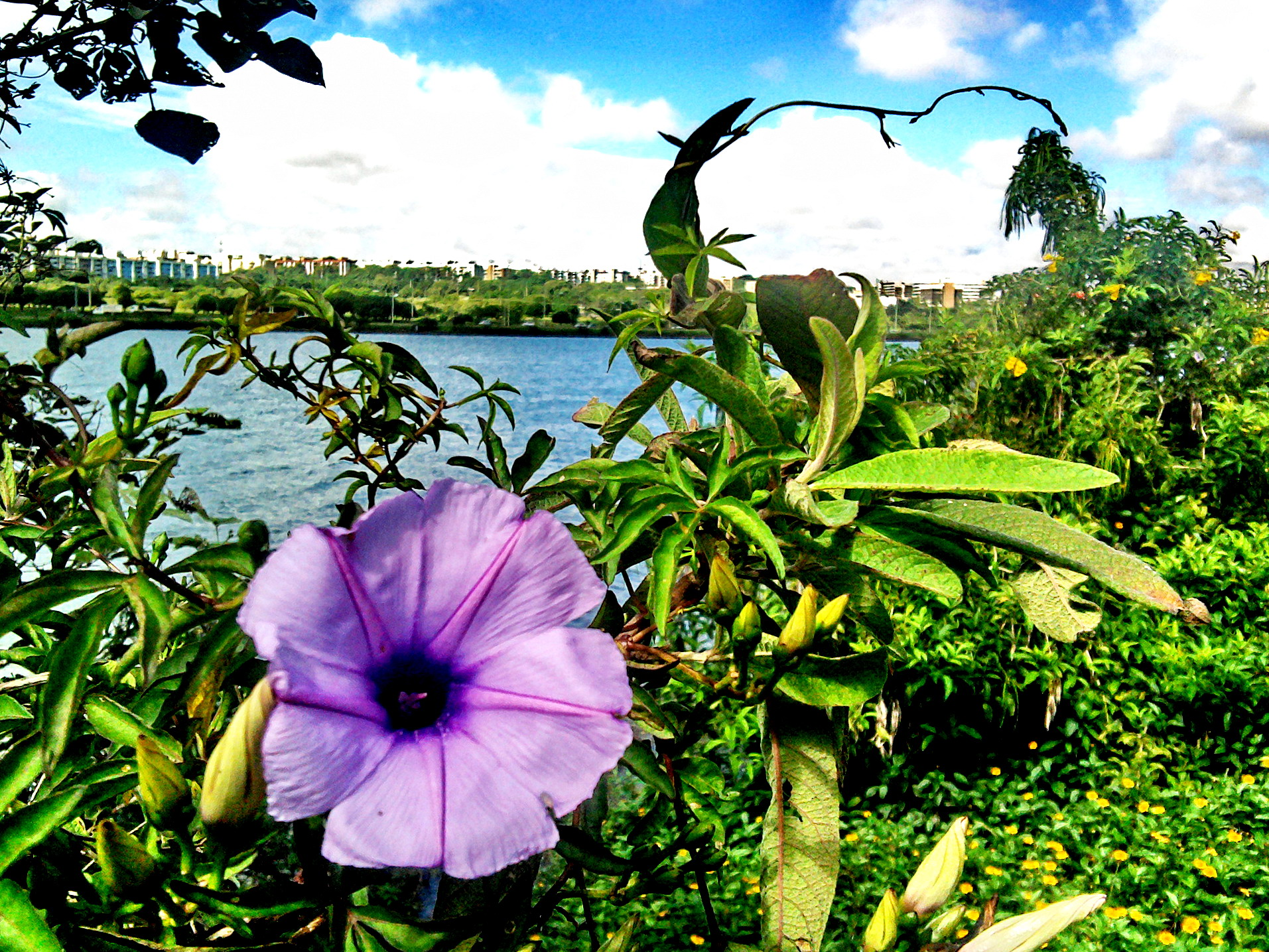
نیلوفر ساحلی (Cairo Morning Glory) می‌تواند به راحتی با بذر، رونده و تکه‌های ساقه از باغ‌ها فرار کند.

گیاه گریخته یا گیاه فراری (به انگلیسی: Escaped plant) گیاهی است که از کشاورزی، جنگل‌داری یا باغ‌داری فرار کرده و در وحش طبیعی شده است. معمولاً بومی یک منطقه نیست، گیاهان گریخته ممکن است گونه مهاجم شوند. بنابراین گیاهان فراری موضوع تحقیق در زیست‌شناسی تهاجم هستند.
برخی از گیاهان زینتی دارای ویژگی‌هایی هستند که به آنها اجازه می‌دهد از کشت فرار کنند و در زیست‌بوم‌های بیگانه علف‌هرز شوند که پیامدهای بوم‌شناسی و اقتصادی گسترده‌ای دارد. گیاهان باغی گریخته را می‌توان باغچه‌های فرار یا گیاهان زینتی فراری نامید. گاهی، منشأ آنها را می‌توان حتی در باغ‌های گیاه‌شناسی ردیابی کرد.

## پراکندگی

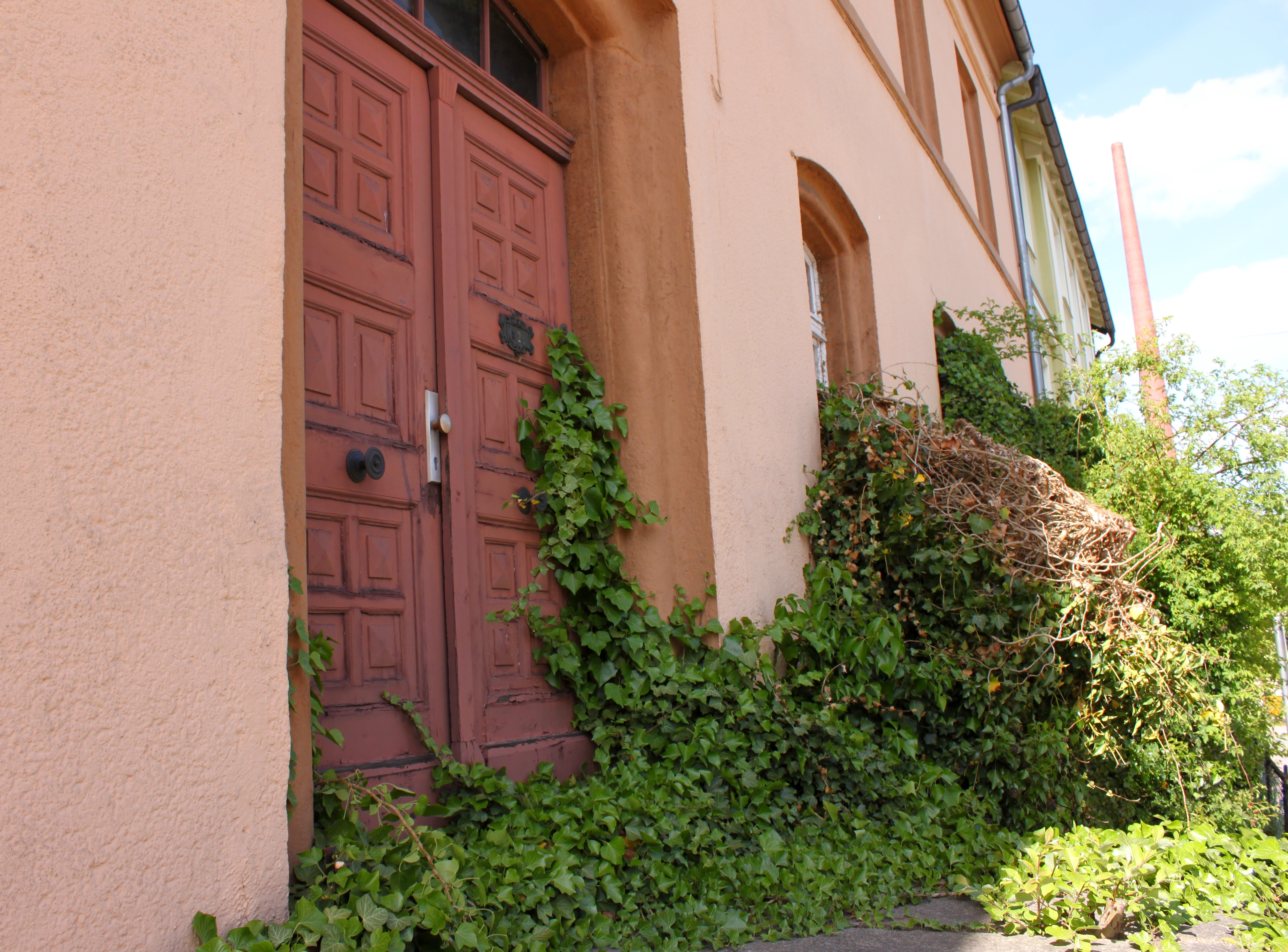
گیاهان بدون مراقبت و رشد بیش از حد می‌توانند با ریشه‌زدن در جای دیگر فرار کنند (عشقهٔ معمولی)

همه گیاهان گریخته وابسته به گیاهان به اصطلاح انسان‌پراکنش هستند. این اصطلاح به‌طور کلی برای گیاهانی که به‌طور مستقیم یا غیرمستقیم توسط انسان معرفی شده‌اند استفاده می‌شود. این اصطلاح همچنین شامل گیاهان معرفی شده غیرعمدی است که از طریق آلودگی بذر (اسپیروکوریک) یا از طریق حمل و نقل غیرعمدی (اگوکوریک) وارد شده‌اند.
گیاهان ممکن است به طرق مختلف از کشت و زرع فرار کنند، از جمله ریختن پسماند سبز در بوته‌زارها و ذخایر جاده‌ها و پرندگان یا جانوران دیگر که میوه‌ها یا بذرها را می‌خورند و آنها را پراکنده می‌کنند. برخی دیگر سواران تصادفی هستند که با کشتی‌ها، وسایل نقلیه و تجهیزات فرار می‌کنند. گیاهان همچنین می‌توانند از طریق ارسال دستک فرار کنند، زیرا دستک‌ها قادر به رشد مستقل در مناطق دیگر هستند. فراریان باغ می‌توانند گیاه تازه‌وارد باشند، به این معنی که می‌توانند با نفوذ انسان در مکانی خارج از منطقه مبدأ خود مستقر شوند. برخی از گیاهان، مانند خشخاش تریاک: ۹۳ آنقدر از کشت و زرع فرار کرده‌اند که آنها را کهن‌رست می‌دانند و منبع اصلی آنها ممکن است مبهم باشد: ۱۱۲۳.
گاهی، آلودگی بذر نیز گیاه تازه‌وارد را معرفی می‌کند که می‌توانند برای مدت کوتاهی تولیدمثل کنند. نسبت گونه‌های ناخواسته در راهروهای رودرال باز در چنین مکان‌هایی می‌تواند از ۳۰ درصد فلور این مکان‌ها فراتر رود. علاوه بر این، گیاهان بیگانه زینتی به راحتی می‌توانند از مناطق محدود خود (مانند باغ‌ها و گلخانه‌ها) فرار کنند و اگر آب و هوای بیرون به نفع آنها تغییر کند، طبیعی می‌شوند. در ایالات‌متحده، بیش از ۵۰۰۰ گیاه گریخته وجود دارد که بسیاری از آنها گیاهان زینتی فراری هستند.

## تهدیدات زیست‌محیطی

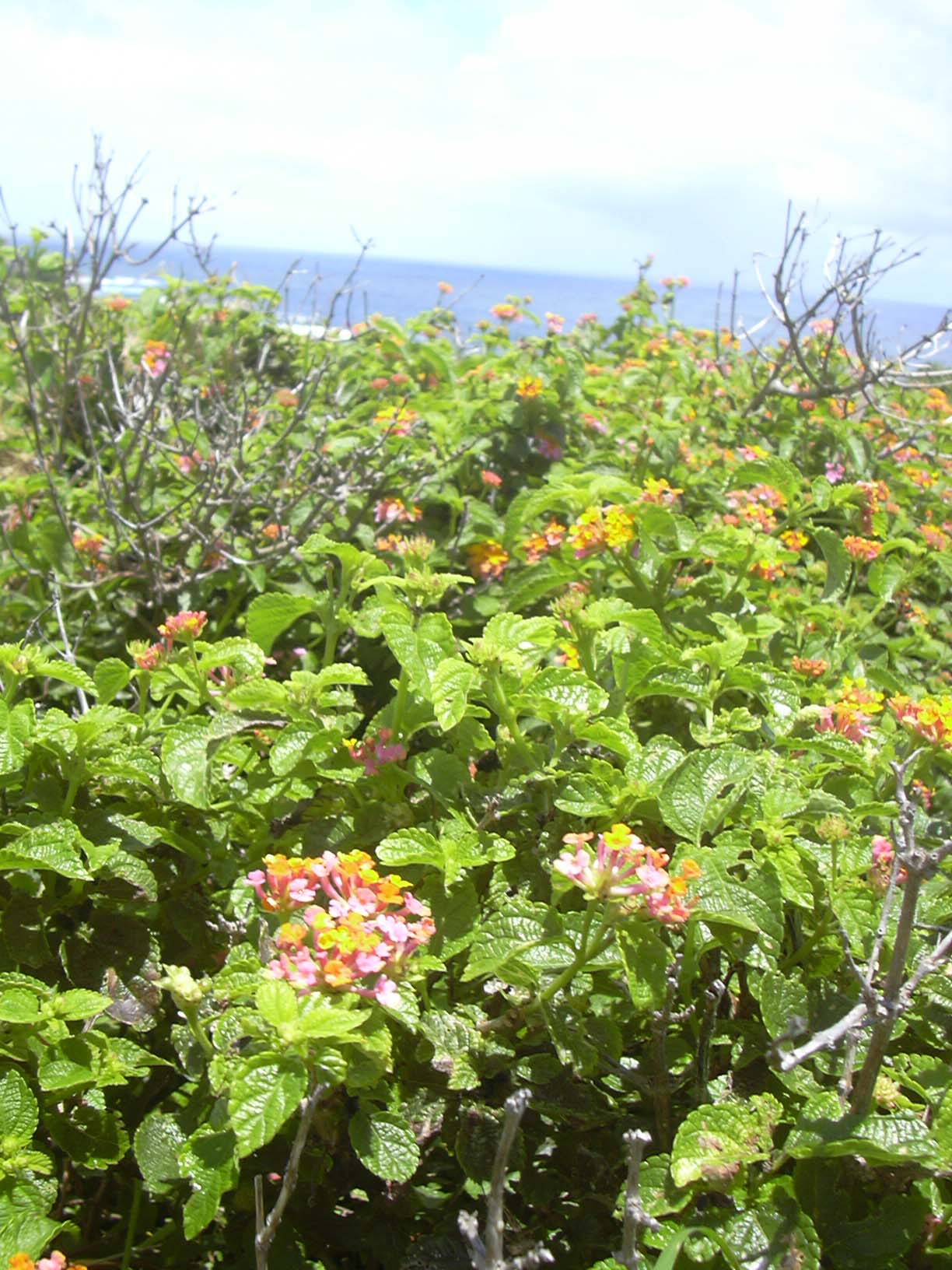
شاه‌پسند درختچه‌ای می‌تواند از باغ‌ها به طبیعت وحش نزدیک فرار کند.

بسیاری از نورست‌های مهاجم در استرالیا و نیوزلند در اصل فراری از باغ بودند. خار اورشلیم انبوه‌های خاردار غیرقابل نفوذی را در قلمرو شمالی تشکیل می‌دهد که طول و عرض آن می‌تواند چندین کیلومتر باشد. دو گیاه دیگر که به‌عنوان گیاهان باغی زینتی معرفی شده‌اند، مارچوبه عروس (Asparagus asparagoides) و استئوسپرموم یقه‌ای (Chrysanthemoides monilifera)، اکنون بر لایه علفی در بسیاری از جنگل‌های اکالیپتوس غالب هستند و جانشین گیاهان چندساله، علف‌ها، ارکیده‌ها و نیلوفرها هستند.
نورست‌هایی که به‌شدت رقابت می‌کنند و جمعیت گونه‌های بومی را جابجا و دفع می‌کنند، ممکن است زیستگاه گونه‌های بومی را برای همیشه تغییر دهند و می‌توانند به یک مشکل اقتصادی تبدیل شوند. برای مثال، گونه‌های انجیرتیغی از آمریکا به استرالیا معرفی شده‌اند، و وحشی شده‌اند، بنابراین مناطق را برای پرورش نامناسب کرده‌اند. همین امر در مورد اولکس فرنگی در نیوزیلند نیز صدق می‌کند.
گونه‌های خرزه هندی که به‌عنوان گیاهان باغی زینتی در جزایر بریتانیا معرفی شده‌اند، پوشش گیاهی جزیره را از بین می‌برند. همین امر را می‌توان در بسیاری از پوده‌زارهای اسیدی در آب و هوای اقیانوس اطلس و زیر آتلانتیک مشاهده کرد. اقاقیای سیاه برای رشد سریع خود از آمریکا به اروپای مرکزی وارد شد و اکنون مناطق کمیاب استپی و جنگلی طبیعی مناطق خشک را تهدید می‌کند. نمونه‌هایی در جنگل‌ها عبارتند از گیلاس سیاه که در ابتدا برای سرعت بخشیدن به تجمع گیاخاک معرفی شد.
در آمریکای شمالی، درختان گز، بومی جنوب اروپا و بخش‌های معتدل آسیا، ثابت شده‌اند که گیاهان مشکل‌ساز هستند. در تیغستان‌های فقیر از مواد مغذی، اما مملو از علف‌ها و بوته‌ها (خوش‌بوته‌زار) در منطقه کیپ در آفریقای جنوبی، گونه‌های اکالیپتوس از استرالیا به‌شدت در حال رشد هستند. از آنجایی که آنها تا حد زیادی به خاک‌های فقیر عادت کرده‌اند و در منطقه کیپ فاقد رقبای مواد مغذی و انگل‌هایی هستند که بتواند جمعیت آنها را تنظیم کند، می‌توانند بیوتوپ را تا حد زیادی اصلاح کنند. در هاوایی، سرخس هوازی (Phlebodium aureum)، بومی مناطق مدارگان آمریکا، به‌طور گسترده شیوع یافته است و به‌عنوان یک گیاه مهاجم در نظر گرفته می‌شود.
به‌ویژه زیست‌بوم‌های ناپایدار، که قبلاً در اثر حملات نامتعادل هستند یا دارای ویژگی‌های خاصی هستند، اگر پوشش گیاهی قبلاً ضعیف شده باشد، می‌توانند توسط گیاهان فراری آسیب بیشتری ببینند. در جنگل‌های مرطوب استرالیا، گیاهان فراری ابتدا در کنار جاده‌ها و مسیرها مستعمره می‌شوند و سپس وارد مناطقی می‌شوند که آنها را احاطه کرده‌اند.
گیاه دمپایی‌بانو (Thunbergia mysorensis)، بومی هند، به جنگل‌های بارانی اطراف شهر ساحلی کنز در کوئینزلند حمله کرد و حتی به درختانی با ارتفاع ۴۰ متر حمله کرد. در استرالیای مرکزی، گونه اورآسیایی کورگز در کنار رودخانه‌ها رشد می‌کند، گونه‌های درختان بومی و حیات وحش را دفع می‌کند که با هم هستند، سطح آب را کاهش داده و شوری خاک را افزایش می‌دهند. مانند ایالات متحده، کورگز ثابت کرده است که مهاجمان بیولوژیکی سهمگینی هستند. مبارزه با این گونه از درختان، که از آن زمان به‌طور گسترش شیوع یافته است، تقریباً ناامیدکننده به‌نظر می‌رسد.

## واژگان مرتبط

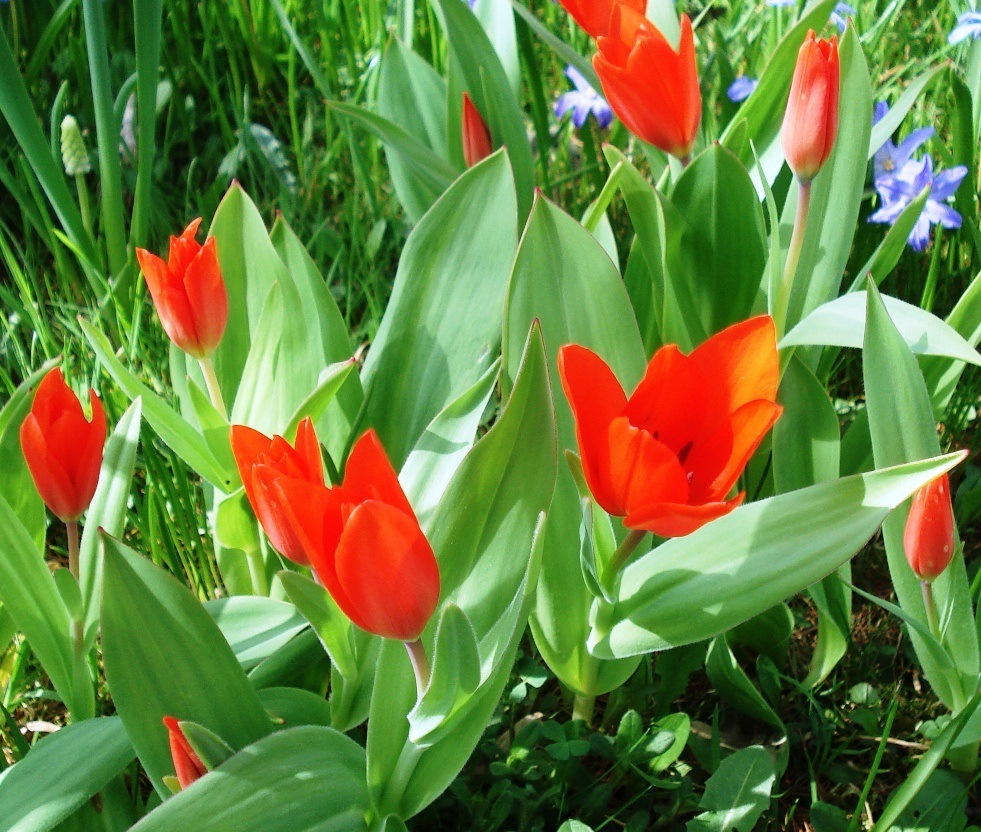

گیاهان فراری می‌توانند در تعریف این واژگان گیاه‌شناسی (botanical terminologies) زیر قرار بگیرند و ممکن است با آنها ارتباط داشته باشند:
- آگریوفیت: به گونه‌های گیاهی اطلاق می‌شود که به گیاهان طبیعی یا تقریباً طبیعی هجوم آورده‌اند و می‌توانند بدون دخالت انسان در آنجا زنده بمانند. آنها که در زیستگاه‌های طبیعی جدید خود مستقر شده‌اند، حتی پس از پایان نفوذ انسان، بخشی از پوشش گیاهی طبیعی باقی می‌مانند و در ادامه حیات خود مستقل از انسان هستند.[۲۱][۲۲] نمونه‌هایی در اروپای مرکزی عبارتند از: علف‌آبزیان، صنوبر داگلاس و علف‌های سبز ژاپنی.
- بیگانه: گونه‌ای غیربومی که توسط انسان معرفی شده است:[۱۰] ۱۲۳
- آرکئوفیت: گونه‌ای بیگانه که مدت‌ها پیش توسط فعالیت‌های انسانی معرفی شد، مانند شاه‌بلوط شیرین که رومی‌ها در آلمان معرفی کردند و اکنون بخشی از پوشش گیاهی طبیعی است،[۲۳] و تریاک و خشخاش صحرایی:[۱۰] ۹۳–۹۴.
- اپیکوفیت: گونه‌ای با ظهور اخیر، معمولاً متعدد و ثابت در کشور، اما محدود به زیستگاه‌های مصنوعی، مانند چمن‌زارها و پوشش گیاهی پیشتاز. آنها از نظر وجود به انسان وابسته هستند که زیستگاه آنها مستلزم نوسازی مداوم است.[۲۴]
- افرمروفیت: گونه‌هایی که فقط به‌طور متناقض معرفی می‌شوند، برای مدت کوتاهی از کشت می‌میرند یا بدون دوباره پر کردن بذرها دوباره ناپدید می‌شوند. به عبارت دیگر، آنها می‌توانند به‌طور موقت خود را مستقر کنند، اما در موقعیتی نیستند که تمام شرایط مربوط به قلمرو را برآورده کنند. زمستان سرد یا خشکسالی غیرمعمول می‌تواند منجر به مرگ این گیاهان شود. بیشتر آنها قادر به مبارزه با فلور محلی در شرایط شدید نیستند.[۲۵]
- انسان‌پراکنش: گیاهان یا بذرهای آنها ممکن است به‌طور داوطلبانه (معرفی) یا به‌طور غیرارادی توسط انسان در سرزمینی که نمی‌توانستند توسط عملکردهای انتشار طبیعی خود یا حداقل بسیار کندتر مستعمره شوند، منتقل شده باشند. آنها می‌توانند بدون کمک داوطلبانه انسان، خود را در این فضای حیاتی جدید حفظ کنند. بسیاری از گیاهان زراعی و زینتی اروپای مرکزی هموروکوریک هستند. تا آنجا که به‌طور مستقل از کشت فرار کرده و زندگی می‌کنند.[۲۶] اینها اشکال همروکوری هستند:
  - آگوکوریک: گیاهانی که از طریق ترابری تصادفی با کشتی‌ها، قطارها و اتومبیل‌ها پخش می‌شوند. در خشکی، گیاهان آگوکوریک در بندرها، ایستگاه‌های قطار یا در امتداد خطوط راه‌آهن رایج بودند. استرالیا، مانند نیوزلند، اقدامات سختگیرانه‌ای را برای جلوگیری از انتشار آن از طریق حمل و نقل بذر یا انسان انجام داده است. ادوات کشاورزی وارد شده به استرالیا باید کاملاً تمیز شوند. مسافران هوایی از سایر قاره‌ها مجبورند کف کفش‌های خود را کاملاً تمیز کنند.[۲۷]
  - اتیلوکوریک: معرفی عمدی توسط نهال‌ها، بذرها یا گیاهان در یک زیستگاه جدید توسط انسان. بسیاری از گیاهان زراعی که در حال حاضر نقش مهمی در خوراک انسان ایفا می‌کنند به عمد توسط انسان منتشر شده‌اند. برای نمونه گندم، جو، عدس، لوبیا و کتان.
  - اسپیروکوریک: معرفی ناخواسته توسط بذرها. از آنجایی که تمام نمونه‌های بذر حاوی بذر علف‌های مزرعه‌ای هستند که از آن به‌دست آمده‌اند، تجارت بذر گیاهان مفید باعث گسترش سایر گونه‌ها نیز شده است؛ بنابراین گیاهان اسپیروکوریک در خاک تهیه شده توسط انسان کاشته می‌شوند و با گیاهان مفید رقابت می‌کنند. بابونه وحشی، شقایق، گل گندم، آلاله نمونه‌هایی از گیاهانی هستند که ناخواسته پراکنده شده‌اند.
- نورست: گونه‌ای بیگانه که پس از سال ۱۵۰۰ میلادی توسط انسان معرفی شد:[۱۰] ۱۱۳۰

## گونه‌های نمونه
نمونه‌هایی از گیاهان فراری و/یا فراریان باغ عبارتند از:
- Alchemilla mollis
- پیاز کوهی
- والک
- Anredera cordifolia
- Aquilegia vulgaris
- Araujia sericifera
- آردیسیا
- علف پروانه
- Asparagus aethiopicus
- Baccharis halimifolia
- Bartlettina sordida
- زرشک زینتی
- گل گاوزبان اروپایی
- مادر میلیون‌ها
- Buddleja davidii
- Calystegia silvatica
- Cardiospermum halicacabum
- همه‌گل
- شاه‌بلوط شیرین
- پامپاس ارغوانی
- سنبل‌الطیب قرمز
- Cestrum elegans
- گل محبوبه شب
- کلماتیس خاوری
- Clerodendrum bungei
- Consolida ajacis
- موگه
- Coreopsis basalis
- Crocosmia spp.
- نگون‌سار ایرانی
- Cymbalaria muralis
- Delairea odorata
- دایکوندرا رپنس
- گل انگشتانه
- Dolichandra unguis-cati
- Doronicum orientale
- Echinops exaltatus
- Echium candicans
- علف مرداب
- ملکه شب
- آنمون ژاپنی
- Erythranthe moschata
- خشخاش کالیفرنیایی
- رازیانه
- شیرین بیان سا (گیاه)
- Galinsoga parviflora
- پاپیتال
- Hedera hibernica
- آفتابگردان
- سیب‌زمینی ترش
- زنبق رشتی
- Heracleum mantegazzianum
- هسپریس بانوان
- خاس کریسمس
- Impatiens glandulifera
- گل گل‌ریز
- Ipomoea cairica
- نیلوفر هندی
- زنبق مردابی
- وسمه
- گردوی ایرانی
- مادر هزاران
- گرزی
- درخت پروانه (گیاه)
- گزنه سفید زردگل
- شاه‌پسند درختچه‌ای
- اسطوخودوس فرانسوی
- لسپدزا دورنگ
- برگ نوی درخشان
- لیلیوم لانکیفلیوم
- کتانی ارغوانی
- Lonicera maackii
- Lysimachia punctata
- خون‌فام
- Macfadyena unguis-cati
- Melastoma sanguineum
- Monarda punctata
- Nothoscordum gracile
- نیلوفر آبی موزی
- زیتون زنگی
- انجیرتیغی هندی
- Oxalis debilis
- خشخاش ولزی
- شمعدانی پیچ
- فلوکس باغچه‌ای
- کاکنه
- گیلاس سیاه
- فالوپیا جاپنیکا
- Rhododendron ponticum
- انگورفرنگی قرمز
- کرچک (گیاه)
- اقاقیای سیاه
- Rubus hawaiensis
- Ruellia simplex
- Senecio angulatus
- پیرگیاه الگانس
- Senna pendula
- Silene armeria
- گوجه‌فرنگی
- سه‌رنگه‌پوش
- Stachytarpheta mutabilis
- Sphagneticola trilobata
- Talinum paniculatum
- آویشن خزنده
- Tradescantia fluminensis
- لاله صحرایی
- Vanilla × tahitensis
- پیچ تلگرافی (گیاه)
- پیچ تلگرافی
- Watsonia meriana

## نگارخانه

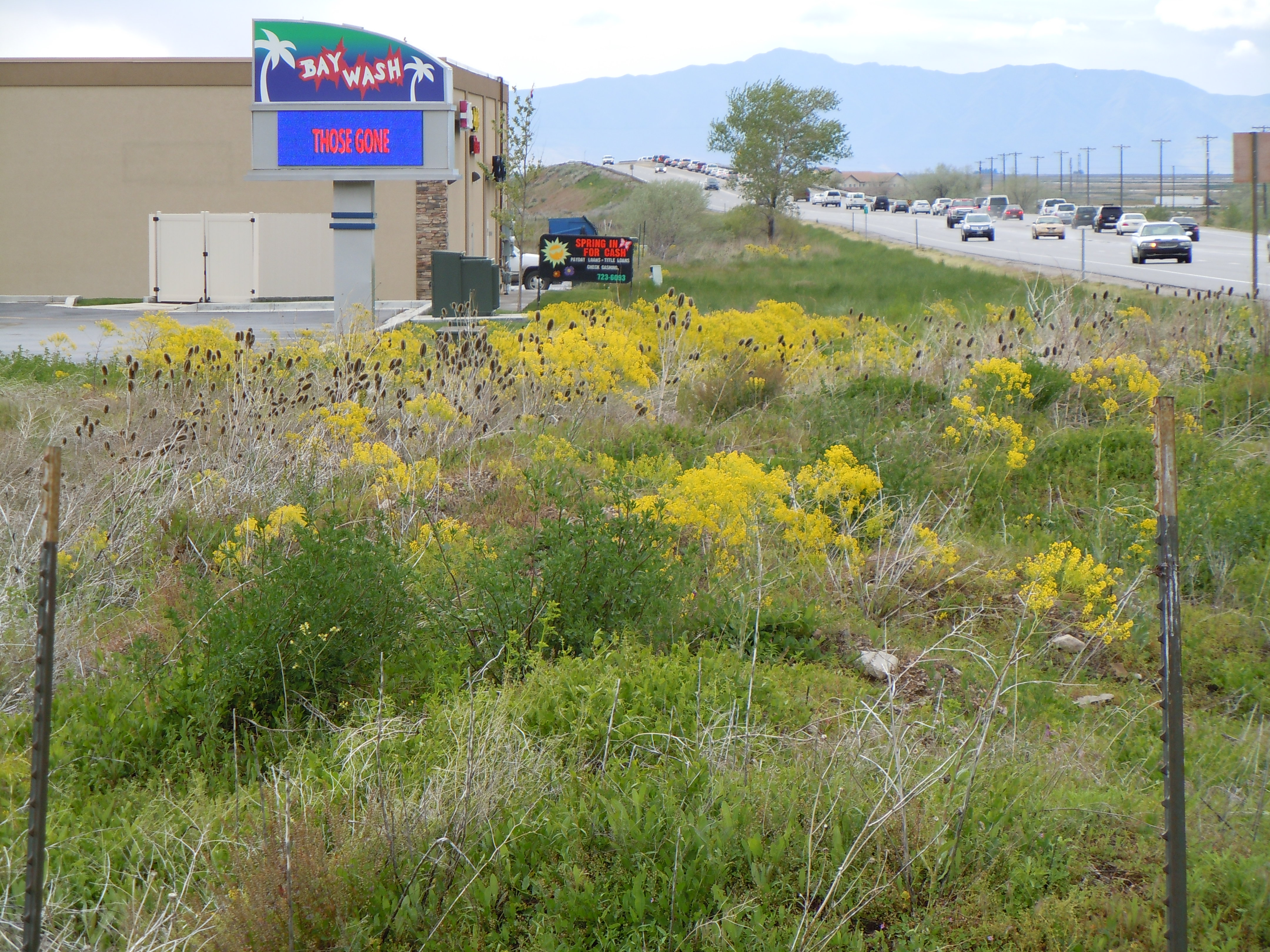
فرار وسمه به کنار جاده‌های آشفته
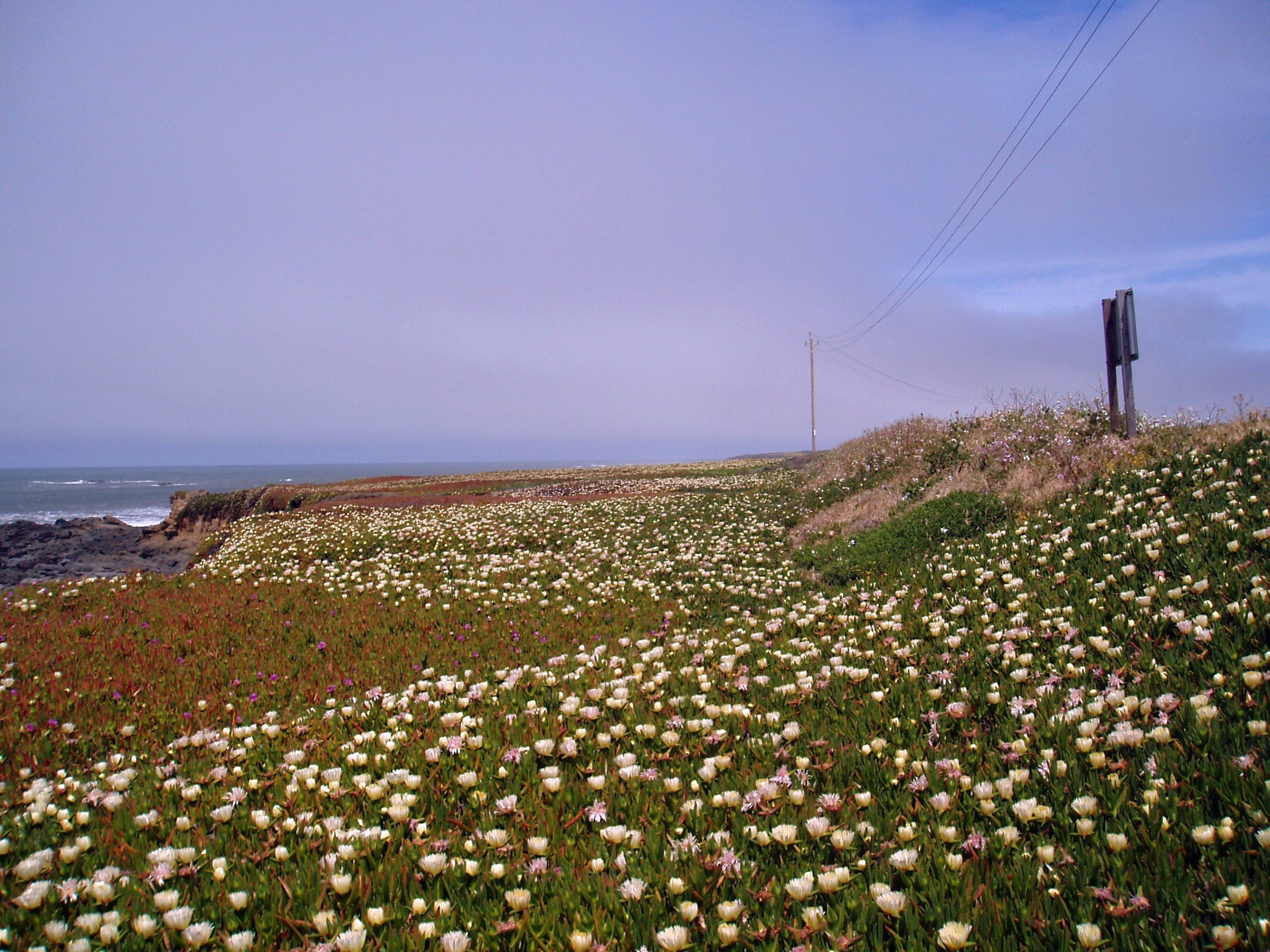
پناهندگان همه‌گل در امتداد ساحل کالیفرنیا
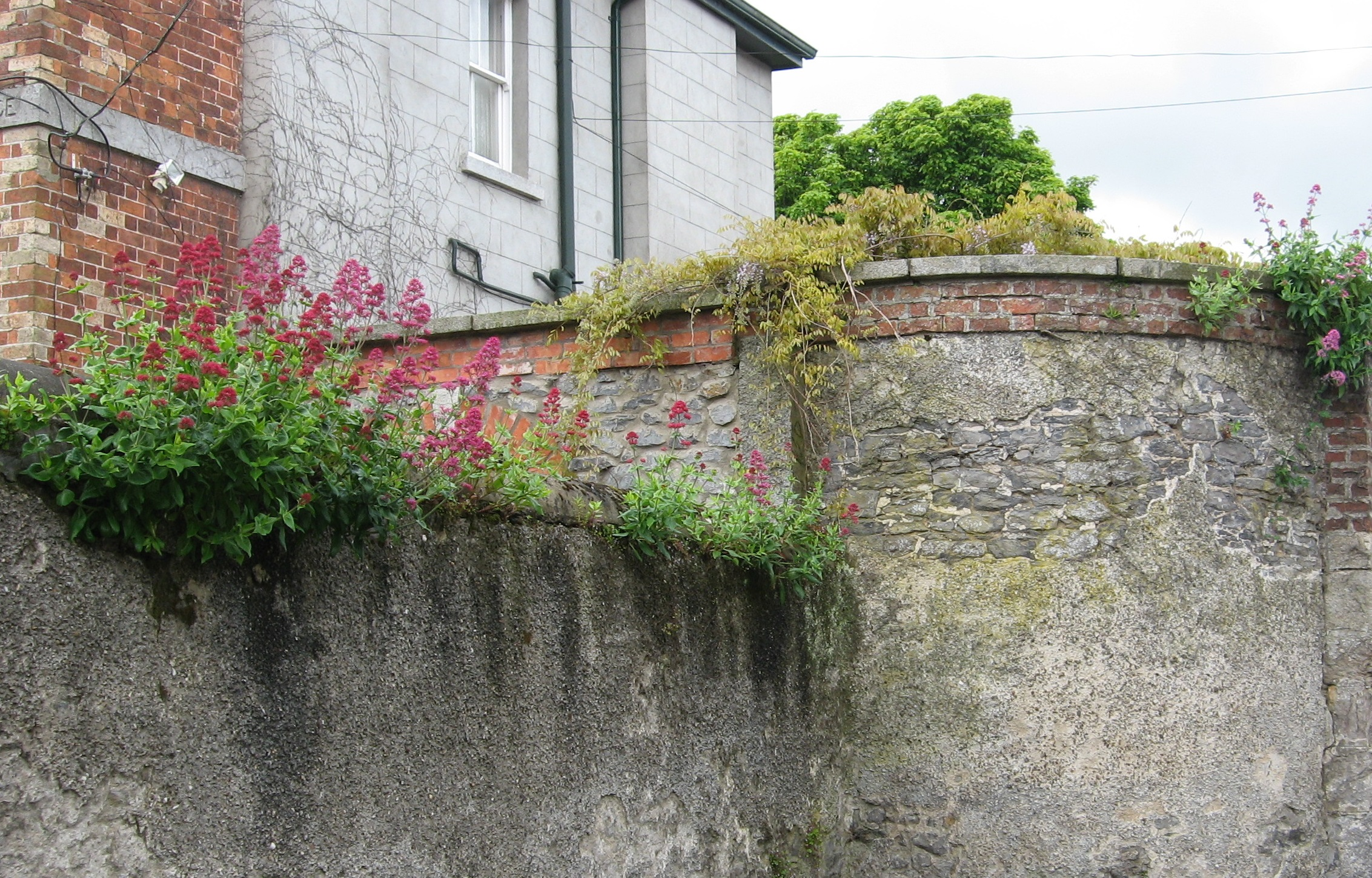
سنبل‌الطیب قرمز در بالای دیوارهای قدیمی پناه می‌گیرد
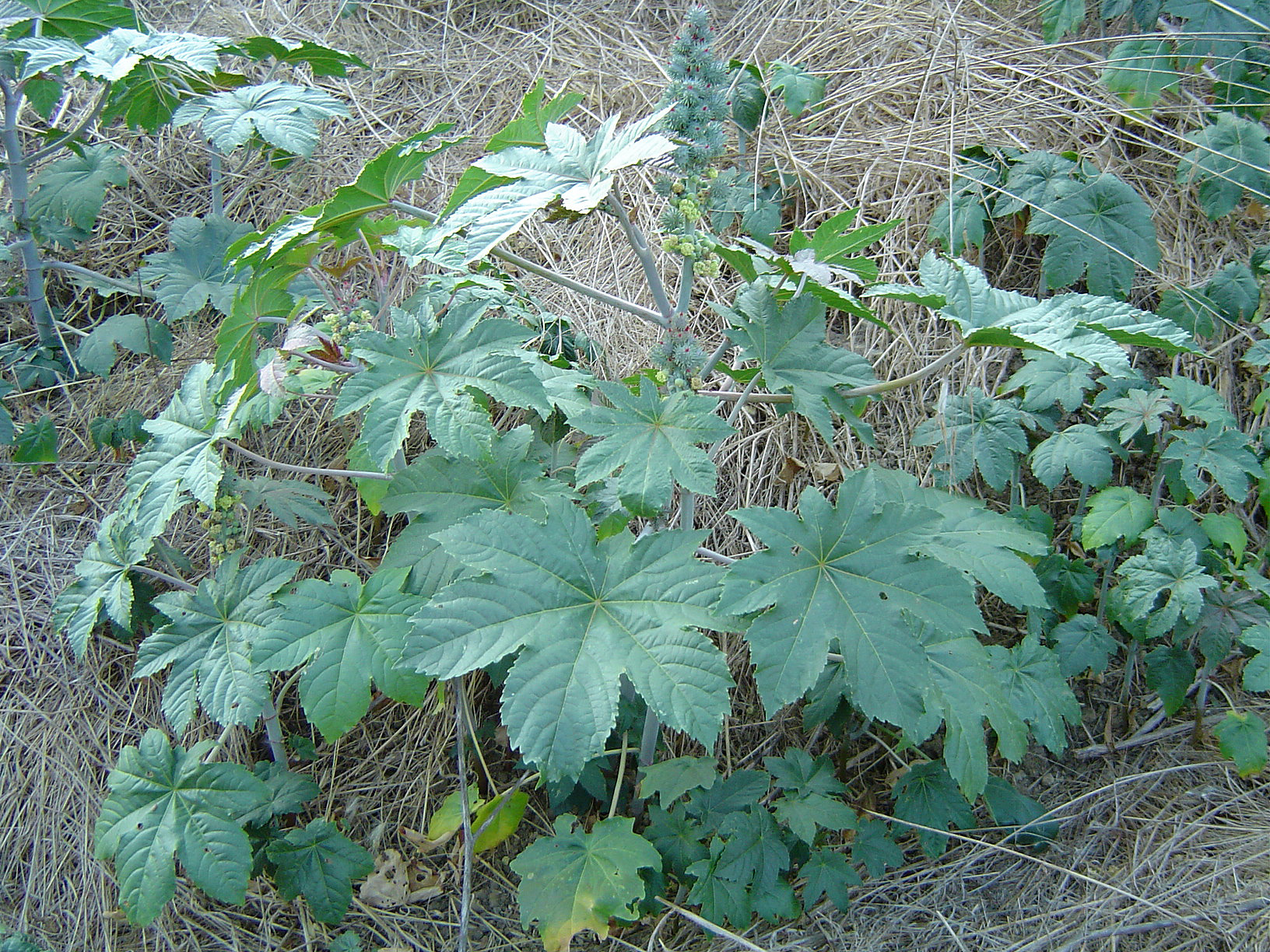
کرچک معمولاً در زمین‌های بایر پناه می‌گیرد
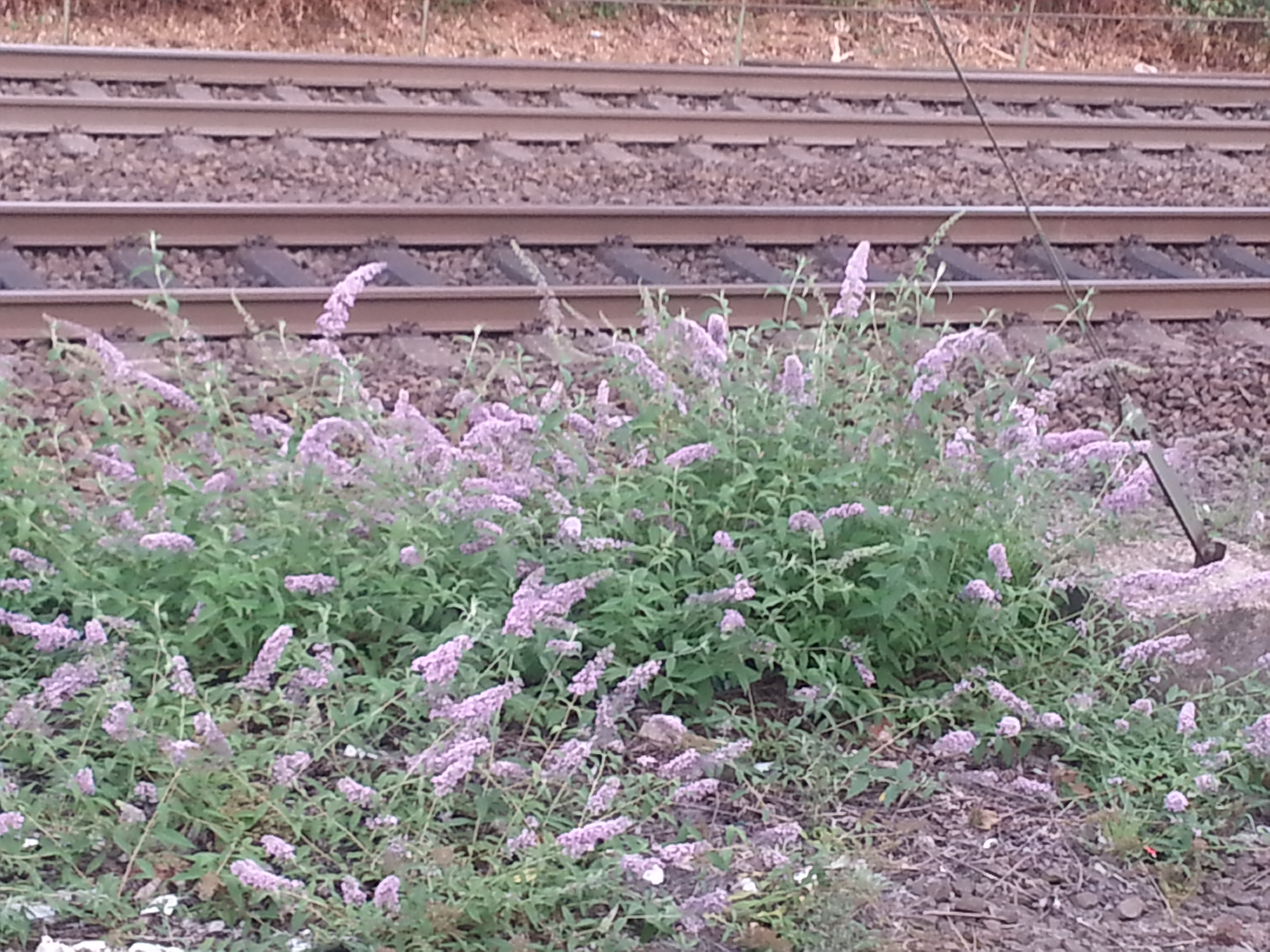
دم‌موشی قفائی در امتداد راه‌آهن خودروی شده است
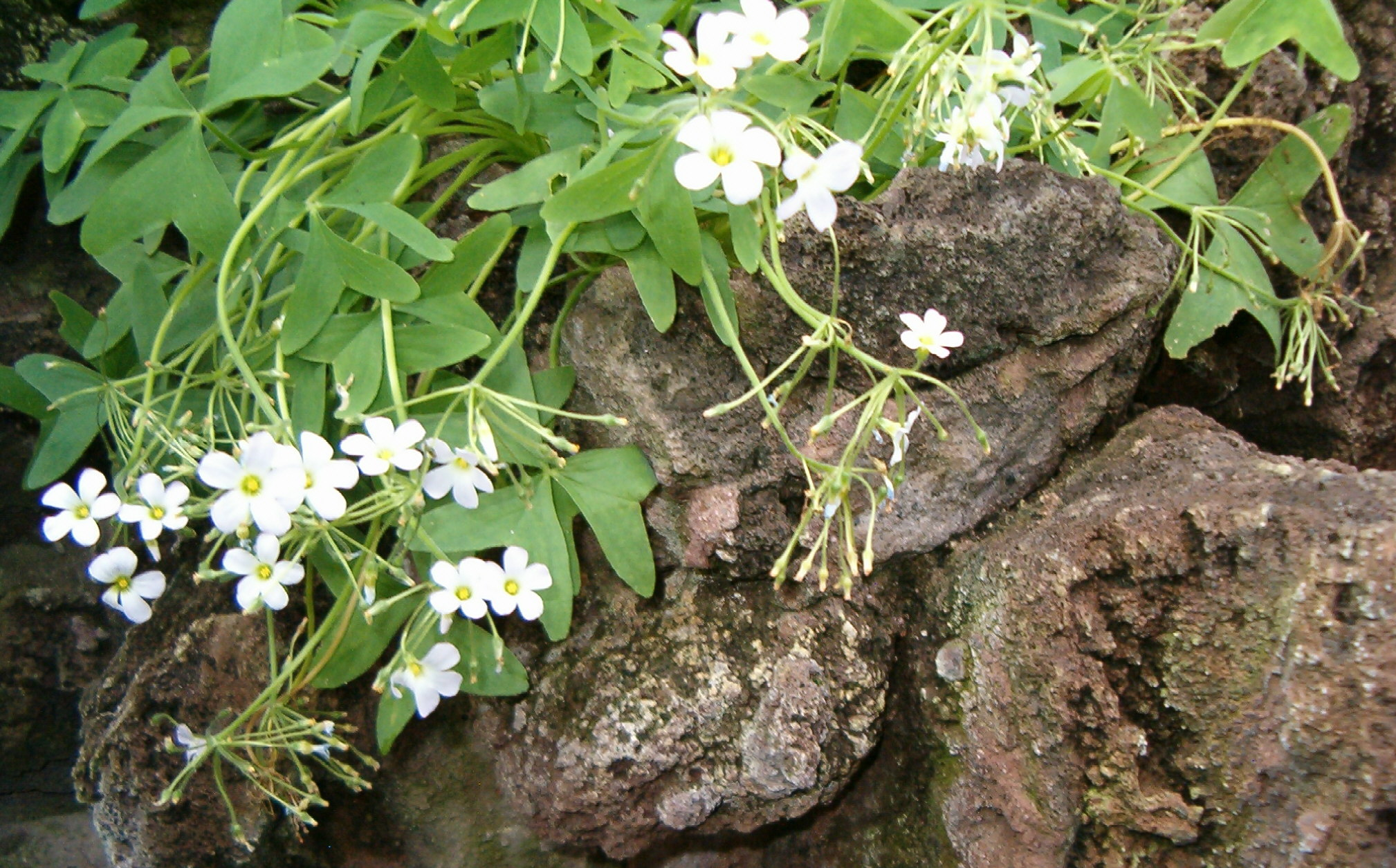
شبدر ترشک باغچه از طریق دانه‌پراکنی از باغ‌ها فرار کرده است.
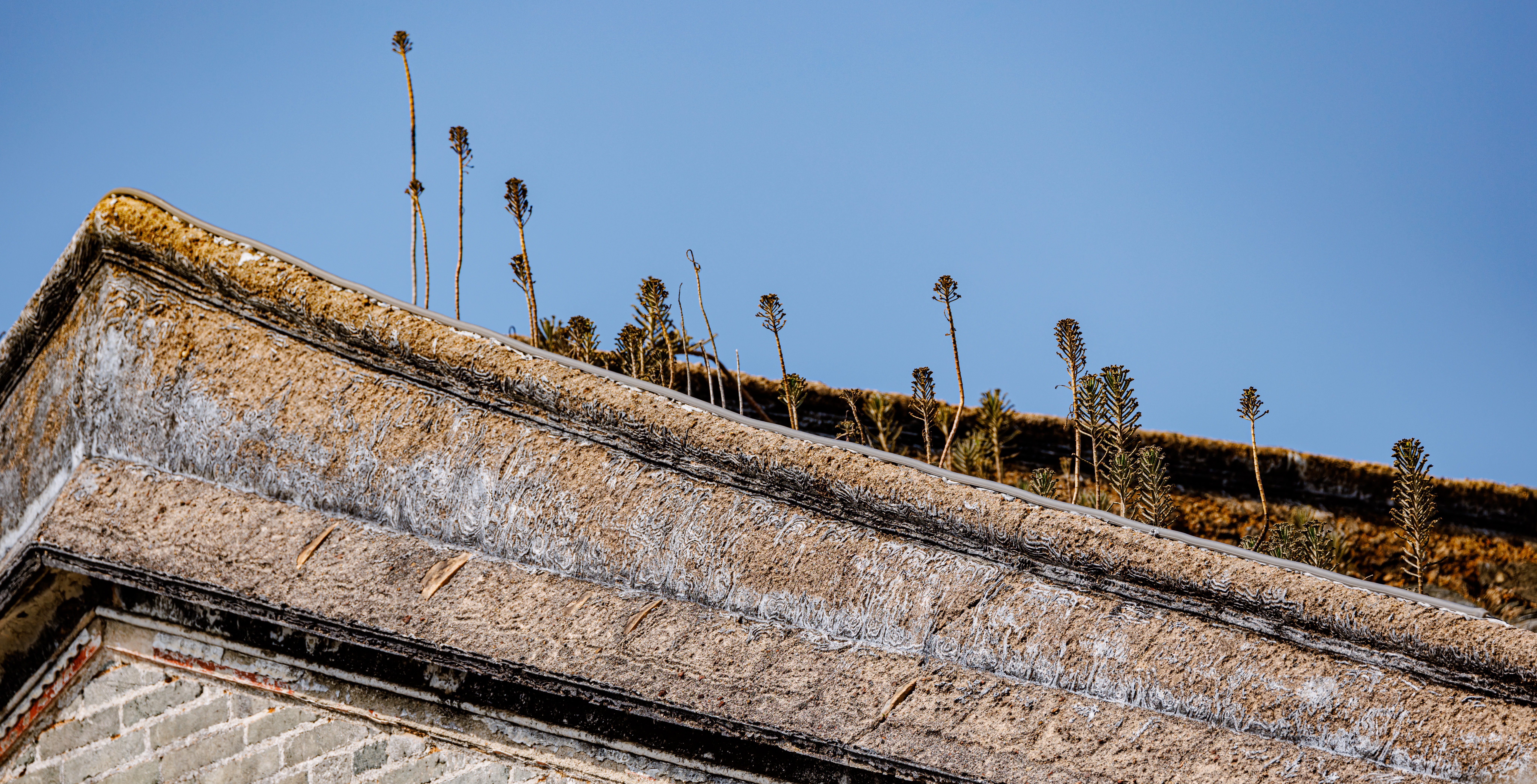
مادر میلیون‌ها که در قلعه داپنگ (Dapeng Fortress)، شنژن پناه می‌گیرند
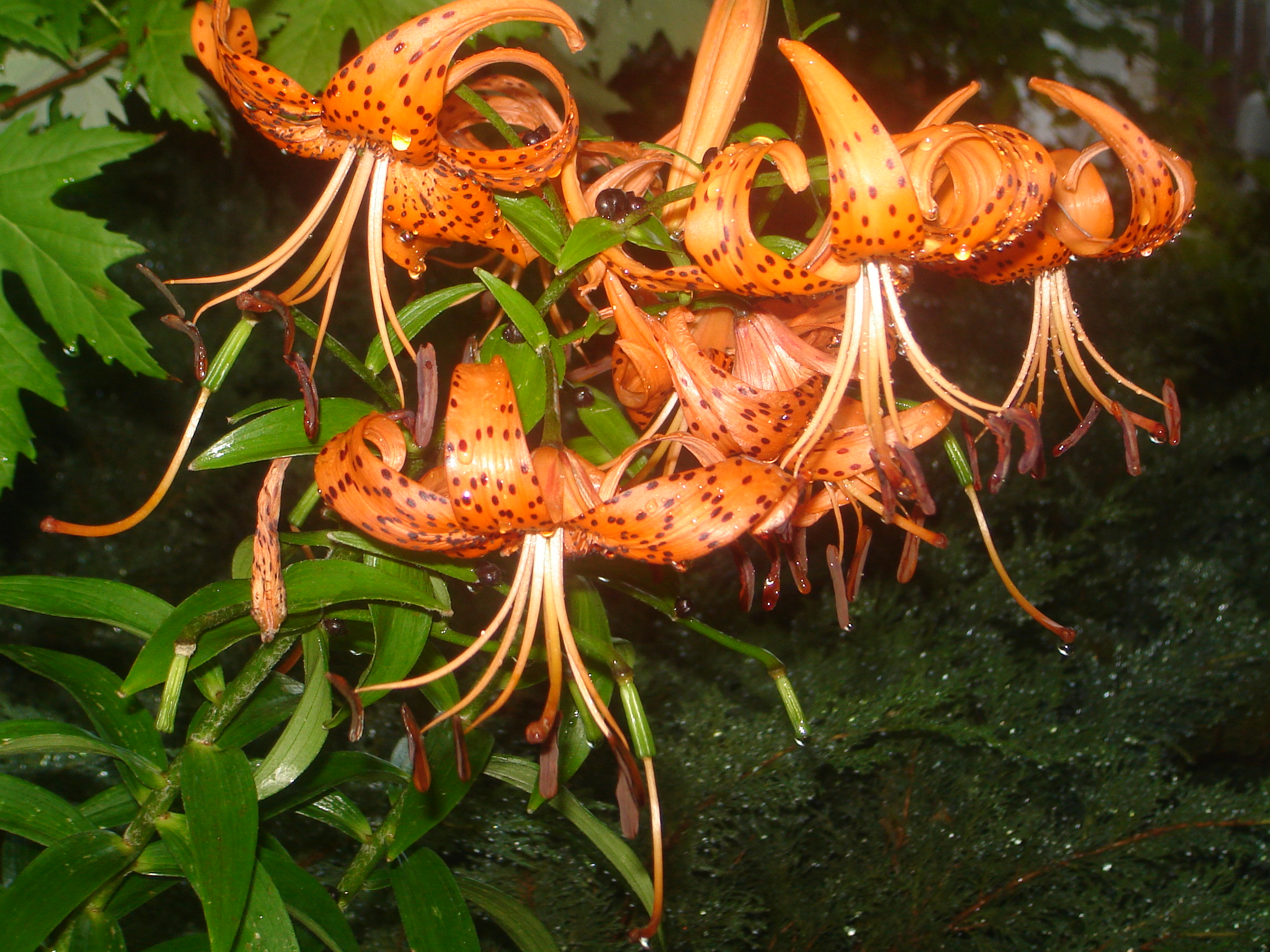
زنبق ببر به‌عنوان یک فراری از باغ در شرق ایالات‌متحده رخ می‌دهد.